# Эрикссон, Лейф
Лейф Андерс Эрикссон (швед. Leif Anders Eriksson; род. 20 марта 1942) — шведский футболист, полузащитник и нападающий.
Он начал свою карьеру в Швеции, играя за «Юргорден», «Сириус» и «Эребру», пока не перешёл во французскую команду «Ницца». Он закончил свою международную карьеру в другом клубе Лазурного берега, «Канне».
Он был в составе национальной сборной Швеции на чемпионате мира по футболу 1970 года. Он выходил на поле 49 раз и забил 12 голов.